# Eu Gosto
Eu Gosto é uma canção do DJ brasileiro Dennis DJ em parceria com a cantora brasileira Claudia Leitte. Foi lançado como o segundo single do álbum "Professor da Malandragem" (2017) em 13 de janeiro de 2017.

## Composição
De acordo com Claudia Leitte para o Vídeo Show, assim que recebeu a batida da canção de Dennis, eles começaram a escrever a canção pelo celular.

## Videoclipe
O videoclipe da canção foi lançado em 13 de janeiro de 2017 no canal oficial de Dennis no YouTube. Foi dirigido por Raphael Montagner com direção de fotografia de Rafael Marques. Antes da estréia do videoclipe, o programa de televisão Vídeo Show mostrou os bastidores da gravação. Para os figurinos do videoclipe, Claudia escolheu peças escolhidas inspiradas na canção: "A roupa precisa me deixar confortável e combinar com o que eu estou cantando."